# Дискография Sum 41
Дискография канадской панк-рок-группы Sum 41.

## Студийные альбомы
| Год  | Альбом                                                                   | Пиковая позиция в чартах | Пиковая позиция в чартах | Пиковая позиция в чартах | Пиковая позиция в чартах | Пиковая позиция в чартах | Пиковая позиция в чартах | Пиковая позиция в чартах | Пиковая позиция в чартах | Пиковая позиция в чартах | Пиковая позиция в чартах | Продажи |
| Год  | Альбом                                                                   | Канада                   | Австралия                | Австрия                  | Бельгия                  | Франция                  | Германия                 | Япония                   | Швейцария                | Великобритания           | США                      | Продажи |
| ---- | ------------------------------------------------------------------------ | ------------------------ | ------------------------ | ------------------------ | ------------------------ | ------------------------ | ------------------------ | ------------------------ | ------------------------ | ------------------------ | ------------------------ | --- |
| 2001 | All Killer No Filler - Дата выхода: 8 мая 2001 - Лейбл: Aquarius         | 9                        | 33                       | 19                       | 11                       | 25                       | 29                       | 50                       | 39                       | 7                        | 13                       | - Канада: 3× Платиновый - Австралия: Золотой - Япония: Золотой - Великобритания: Платиновый - США: Платиновый              |
| 2002 | Does This Look Infected? - Дата выхода: 26 ноября 2002 - Лейбл: Aquarius | 8                        | 56                       | 49                       | 49                       | 28                       | 58                       | 12                       | 17                       | 39                       | 32                       | - Канада: Платиновый - Франция: Золотой - Япония: Платиновый - Великобритания: Золотой - США: Золотой - Швейцария: Золотой |
| 2004 | Chuck - Дата выхода: 12 октября 2004 - Лейбл: Aquarius                   | 2                        | 13                       | 35                       | 84                       | 9                        | 32                       | 2                        | 14                       | 59                       | 10                       | - Канада: 2× Платиновый - США: Золотой - Япония: Золотой                                                                   |
| 2007 | Underclass Hero - Дата выхода: 24 июля 2007 - Лейбл: Aquarius            | 1                        | 22                       | 8                        | 85                       | 17                       | 10                       | 2                        | 9                        | 46                       | 7                        | - Канада: Платиновый - Япония: Золотой                                                                                     |
| 2011 | Screaming Bloody Murder - Дата выхода: 29 марта 2011 - Лейбл: Island     | 9                        | 16                       | 23                       | 75                       | 25                       | 23                       | 7                        | 21                       | 66                       | 31                       | - Канада: Золотой |
| 2016 | 13 Voices - Дата выхода: 7 октября 2016 - Лейбл: Hopeless                | 6                        | 13                       | 13                       | 38                       | 51                       | 9                        | 17                       | 14                       | 16                       | 22                       | - IMPALA: 2x Золотой |
| 2019 | Order in Decline - Дата выхода: 19 июля 2019 - Лейбл: Hopeless           | 13                       | 55                       | 11                       | 21                       | 29                       | 9                        | 43                       | 7                        | 29                       | 60                       | |

### Список песенHalf Hour of Power
1. «Grab the Devil by the Horns and Fuck Him Up the Ass» — 1:06
2. «Machine Gun» — 2:29
3. «What I Believe» — 2:49
4. «T.H.T.» — 0:43
5. «Makes No Difference» — 3:10
6. «Summer» — 2:40
7. «32 Ways to Die» — 1:30
8. «Second Chance for Max Headroom» — 3:51
9. «Dave’s Possessed Hair/It’s What We’re All About» — 3:47
10. «Ride the Chariot to the Devil» — 0:55
11. «Another Time Around» — 3:19 (6:52 с добавлением тишины в песне, было сделано для того, чтобы длина альбома была 30 минут)

### Список песенAll Killer No Filler
1. «Introduction to Destruction» — 0:37 (Написана Stevo32)
2. «Nothing on My Back» — 3:01
3. «Never Wake Up» — 0:49
4. «Fat Lip» — 2:58 (Написана Дерик Уибли и Стивом, они также на ведущих вокалах, Дэйв Бэкш на бек вокале)
5. «Rhythms» — 2:58
6. «Motivation» — 2:50 (Грэг Нори на бэк вокале)
7. «In Too Deep» — 3:27
8. «Summer» — 2:49
9. «Handle This» — 3:37 (Грэг Нори на гитаре)
10. «Crazy Amanda Bunkface» — 2:15
11. «All She’s Got» — 2:21
12. «Heart Attack» — 2:49
13. «Pain for Pleasure» — 1:42 (Написана Стивом, Стив на вокале, Дерик Уибли на барабанах, Грэг Нори на гитаре)
  - «Makes No Difference» — 3:11 (Бонусная песня для Великобритании)

### Список песенDoes This Look Infected?
1. «The Hell Song» — 3:18
2. «Over My Head (Better Off Dead)» — 2:29
3. «My Direction» — 2:02
4. «Still Waiting» — 2:38
5. «A.N.I.C.» — 0:37
6. «No Brains» — 2:46
7. «All Messed Up» — 2:44
8. «Mr. Amsterdam» — 2:56
9. «Thanks for Nothing» — 3:04
10. «Hyper-Insomnia-Para-Condrioid» — 2:32
11. «Billy Spleen» — 2:32
12. «Hooch» — 3:28

#### Бонусные песни
- «Reign In Pain (Heavy Metal Jamboree)» (бонусная песня для Великобритании)
- «WWVII Parts 1 & 2» (бонусная песня для Великобритании)

### Список песенChuck
1. «Intro» — 0:46
2. «No Reason» — 3:04
3. «We're All to Blame» — 3:38
4. «Angels with Dirty Faces» — 2:23
5. «Some Say» — 3:26
6. «The Bitter End» — 2:51
7. «Open Your Eyes» — 2:45
8. «Slipping Away» — 2:29
9. «I’m Not the One» — 3:34
10. «Welcome to Hell» — 1:56
11. «Pieces» — 3:02
12. «There’s No Solution» — 3:18
13. «88» — 4:40

#### Японское издание
1. «Noots» — 3:51
2. «Moron» — 2:00
3. «Subject to Change» — 3:17

### Список песенUnderclass Hero
1. «Underclass Hero» — 3:14
2. «Walking Disaster» — 4:46
3. «Speak of the Devil» — 3:58
4. «Dear Father» — 3:52
5. «Count Your Last Blessings» — 3:03
6. «Ma Poubelle» — 0:55
7. «March of the Dogs» — 3:09
8. «The Jester» — 2:48
9. «With Me» — 4:51
10. «Pull the Curtain» — 4:18
11. «King of Contradiction» — 1:40
12. «Best of Me» — 4:25
13. «Confusion and Frustration in Modern Times» — 3:46
14. «So Long Goodbye» — 3:01
15. «Look at Me» (Скрытая песня) — 4:03 (начинается только в 2:00)

#### Бонусные песни
- «Take a Look at Yourself» — 3:24 (только на iTunes)
- «No Apologies» — 2:58 (Австралия, Великобритания, и Япония)
- «This Is Goodbye» — 2:28 (только в Японии)
- «Walking Disaster (Live)» (только в Японии)
- «Count Your Last Blessings (Live)» (только в Японии)

### Список песенScreaming Bloody Murder
1. «Reason to Believe» — 3:28
2. «Screaming Bloody Murder» —3:25
3. «Skumfuk» — 3:25
4. «Time for You to Go» — 3:02
5. «Jessica Kill» — 2:50
6. «What Am I to Say» — 4:12
7. «Holy Image of Lies» (A Dark Road Out of Hell: Part I) — 3:47
8. «Sick of Everyone» (A Dark Road Out of Hell: Part II) — 3:05
9. «Happiness Machine» (A Dark Road Out of Hell: Part III) — 4:48
10. «Crash» — 3:20
11. «Blood in My Eyes» — 4:17
12. «Baby You Don’t Wanna Know» — 3:34
13. «Back Where I Belong» — 3:42
14. «Exit Song» — 1:42

#### Бонусные песни
- «We’re the Same» — 4:10 (только в Японии)

### Список песен13 Voices
1. «A Murder of Crows» — 3:04
2. «Goddamn I’m Dead Again» — 3:22
3. «Fake My Own Death» — 3:14
4. «Breaking the Chain» — 4:03
5. «There Will Be Blood» — 3:29
6. «13 Voices» — 4:32
7. «War» — 3:29
8. «God Save Us All (Death to POP)» — 3:53
9. «The Fall and the Rise» — 3:09
10. «Twisted by Design» — 5:28

#### Бонусные песни
- «Better Days» — 2:15
- «Black Eyes» — 3:14
- «Radio Radio» (Elvis Costello cover) — 2:40

### Список песенOrder In Decline
1. «Turning Away» — 3:50
2. «Out for Blood» — 3:36
3. «The New Sensation» — 3:50
4. «A Death in the Family» — 3:18
5. «Heads Will Roll» — 3:50
6. «45 (A Matter of Time)» — 3:12
7. «Never There» — 4:20
8. «Eat You Alive» — 2:44
9. «The People Vs…» — 3:19
10. «Catching Fire» — 4:01

## DVD
| Дата выхода     | Название                                                        | Лейбл                | Другая информация |
| --------------- | --------------------------------------------------------------- | -------------------- | --- |
| 2001            | Introduction to Destruction                                     | Island/Aquarius      | Первый DVD группы. Содержит концерт в Лондоне и дополнительные материалы: клипы, ролики о создании клипов, интервью группы.            |
| 26 ноября, 2002 | Cross The T’s and Gouge Your I’s                                | Island               | В США и Великобритании DVD распространялся как приложение к альбому Does This Look Infected?, в других странах продавался отдельно.    |
| 2004            | Sake Bombs and Happy Endings                                    | Island/Aquarius      | DVD содержит концерт группы, записанный в Токио 17 мая 2003 года, и клипы на песни «Still Waiting» и «Over My Head (Better Off Dead)». |
| 2005            | Rocked: Sum 41 in Congo                                         | War Child Canada/MTV | Документальный фильм о поездке группы в ДР Конго.                                                                                      |
| 2008            | DeeVeeDee                                                       |                      | DVD включает в себя различные эпизоды Road to Ruin.                                                                                    |
| 26 ноября 2008  | 8 Years of Blood, Sake, and Tears: The Best of Sum 41 2000-2008 | Universal            | DVD с всеми клипами группы. |

## Демо запись, живые концерты и сборники
| Дата выхода                    | Название                                                        | Лейбл                 | Другая информация |
| ------------------------------ | --------------------------------------------------------------- | --------------------- | --- |
| 1998                           | 1998 demo tape                                                  | Выпустила сама группа | Самая первая не выпущенная официально демозапись группы, названная фанатами «Rock Out With Your Cock Out». Список песен: 1. «Summer» (Demo) — 2:49 2. «Another Time Around» (Demo) — 2:17 3. «What I Believe» (Demo) — 2:51 4. «Astronaut» — 1:42 Копия этой демозаписи в январе 2008 года была продана на интернет-аукционе eBay за 50$, в настоящее время это единственная копия плёнки, проданная через Интернет. В феврале 2008 года плёнку можно было скачать через Интернет. |
| 26 ноября, 2002                | Does This Look Infected Too?                                    | Universal/Aquarius    | Бонусный живой CD к Японской версии альбома «Does This Look Infected?». |
| 21 декабря, 2005 7 марта, 2006 | Go Chuck Yourself                                               | Universal/Aquarius    | Живой альбом, записанный в Лондоне, Онтарио в апреле 2005 года. Выпущен под названием «Happy Live Surprise» в Японии, а под названием «Go Chuck Yourself» в Канаде, США и Европе. |
| 26 ноября, 2008                | 8 Years of Blood, Sake, and Tears: The Best of Sum 41 2000-2008 | Universal             | CD с лучшими хитами Sum 41. |

## EP
| Дата выхода  | Название                               | Лейбл             |
| ------------ | -------------------------------------- | ----------------- |
| 2005(Япония) | Chuck Acoustic EP (Tour Edition Promo) | Universal Records |
| 2002         | Motivation EP                          | Island Records    |

## Синглы
| 2000                                                                                              | «Makes No Difference»            | —  | 26 | —  | —  | —  | —  | —  | —  | —   | —   |    | 32 |                              | Half Hour of Power                    |
| 2001                                                                                              | «Fat Lip»                        | —  | ×  | 58 | 41 | 69 | 16 | 30 | 51 | 8   | 66  |    | 1  | - Великобритания: Серебряный | All Killer No Filler                  |
| 2001                                                                                              | «In Too Deep»                    | —  | ×  | 29 | 36 | 69 | 12 | —  | 87 | 13  | —   |    | 10 | - Великобритания: Платиновый | All Killer No Filler                  |
| 2002                                                                                              | «Motivation»                     | —  | ×  | —  | —  | —  | 40 | —  | —  | 21  | —   |    | 24 |                              | All Killer No Filler                  |
| 2002                                                                                              | «Handle This»                    | —  | ×  | —  | —  | —  | —  | —  | —  | —   | —   |    | —  |                              | All Killer No Filler                  |
| 2002                                                                                              | «It's What We're All About»      | —  | ×  | 63 | —  | 91 | 23 | 30 | 43 | 32  | —   |    | —  |                              | Music from and Inspired by Spider-Man |
| 2002                                                                                              | «Still Waiting»                  | —  | ×  | 43 | 49 | 90 | 20 | 21 | 97 | 16  | 106 |    | 7  |                              | Does This Look Infected?              |
| 2003                                                                                              | «The Hell Song»                  | —  | ×  | 76 | 59 | —  | 31 | 37 | —  | 35  | —   |    | 13 | - США: Золотой               | Does This Look Infected?              |
| 2003                                                                                              | «Over My Head (Better Off Dead)» | —  | ×  | 62 | —  | —  | —  | —  | —  | —   | —   |    | —  |                              | Does This Look Infected?              |
| 2004                                                                                              | «We're All to Blame»             | —  | 12 | —  | —  | —  | —  | —  | —  | —   | —   | 36 | 10 |                              | Chuck                                 |
| 2005                                                                                              | «Pieces»                         | —  | 2  | —  | —  | 84 | —  | —  | —  | —   | 107 |    | 14 |                              | Chuck                                 |
| 2005                                                                                              | «Some Say»                       | —  | 12 | —  | —  | —  | —  | —  | —  | —   | —   |    | —  |                              | Chuck                                 |
| 2005                                                                                              | «No Reason»                      | —  | —  | —  | —  | —  | —  | —  | —  | —   | —   |    | —  |                              | Chuck                                 |
| 2007                                                                                              | «Underclass Hero»                | 33 | 8  | 76 | —  | 76 | —  | —  | —  | 188 | 116 |    | 34 |                              | Underclass Hero                       |
| 2007                                                                                              | «Walking Disaster»               | —  | 24 | —  | —  | —  | —  | —  | —  | —   | —   |    | 26 |                              | Underclass Hero                       |
| 2008                                                                                              | «With Me»                        | 37 | 35 | —  | —  | —  | —  | —  | —  | —   | —   |    | —  |                              | Underclass Hero                       |
| 2011                                                                                              | «Screaming Bloody Murder»        | 72 | 12 | —  | —  | —  | —  | —  | —  | —   | —   |    | 37 |                              | Screaming Bloody Murder               |
| 2011                                                                                              | «Baby, You Don't Wanna Know»     | —  | 23 | —  | —  | —  | —  | —  | —  | —   | —   |    | —  |                              | Screaming Bloody Murder               |
| 2016                                                                                              | «War»                            | —  | 22 | —  | —  | —  | —  | —  | —  | —   | —   |    | —  |                              | 13 Voices                             |
| 2019                                                                                              | «Out for Blood»                  | —  | 10 | —  | —  | —  | —  | —  | —  | —   | —   | 16 | —  |                              | Order in Decline                      |
| 2019                                                                                              | «A Death in the Family»          | —  | —  | —  | —  | —  | —  | —  | —  | —   | —   |    | —  |                              | Order in Decline                      |
| 2019                                                                                              | «Never There»                    | —  | —  | —  | —  | —  | —  | —  | —  | —   | —   | 32 | —  |                              | Order in Decline                      |
| 2019                                                                                              | «45 (A Matter of Time)»          | —  | —  | —  | —  | —  | —  | —  | —  | —   | —   |    | —  |                              | Order in Decline                      |
| «—» релиз который не попал в график«×» период когда графики не существовали или не архивировались |                                  |    |    |    |    |    |    |    |    |     |     |    |    |                              |                                       |

## Песни группы в фильмах
«Makes No Difference»:
- Добейся успеха (2000)
- Летние игры (2001)
- Отмороженные (2001)
- Король вечеринок (2002)

«What I Believe»:
- Где моя тачка, чувак? (2000)

«Fat Lip»:
- Американский пирог 2 (2001)

«32 Ways to Die»:
- Ведьма из Блэр 2: Книга теней (2000)

«In Too Deep»:
- Американский пирог 2 (2001)
- Оптом дешевле (2003)

«What We’re All About»:
- Человек-паук (2002)

«The Hell Song»:
- Американский пирог: Свадьба (2003)

«We’re All to Blame»:
- Годзилла: Последняя война (2004)

«No Reason»:
- Грязная любовь (2005)

«Open Your Eyes»:
- Держись до конца (2004)

«Noots»:
- Фантастическая четвёрка (2005)

«With me»:
- Сплетница (телесериал) (2008)

«Baby You Don’t Wanna Know»:
- Зелёный Фонарь (2011)